# Caso Contador
Conhece-se como "caso Contador" o processo que pesquisou o dopagem do ciclista espanhol Alberto Contador por consumo de clenbuterol no Tour de France de 2010.

## Comunicação do positivo

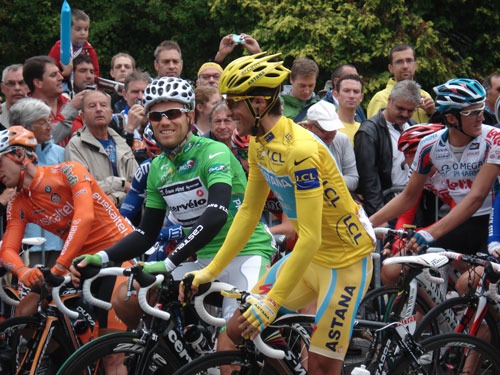
Alberto Contador com o maillot amarelo ao início da 17.ª etapa, um dia após a obtenção da amostra do positivo

Em setembro de 2010 fez-se pública a presença de clenbuterol numa mostra de urina de Contador obtida a 21 de julho de dito ano, durante a segunda jornada de descanso do Tour de France de 2010. Trata-se de uma substância broncodilatadora proibida pela União Ciclista Internacional e a Agência Mundial Antidoping, e que não pode ser gerada de forma endógena pelo organismo humano. A concentração de clenbuterol achada na mostra foi de 50 picogramas por mililitro. Contador, que já tinha dado por concluída sua temporada, foi suspenso de forma provisória pela UCI a 8 de novembro desse ano.
Meses depois, no primeiro relatório, contribuíram-se dados extra que até à data só eram rumores como que Alberto Contador não só deu positivo com clenbuterol a 21 de julho, segundo dia de descanso no Tour, sina que também o fez em outras três ocasiões. Contador foi submetido a oito controles, seis deles consecutivos, durante o Tour 2010, nos que se obteve um resultado negativo para clenbuterol nas mostras de urina dos dias 5, 12, 19 e 20 de julho, se produzindo o resultado positivo que deu lugar à incoação do expediente nos dias 21 de julho de 2010 (50 pg/ml), 22 de julho (16 pg/ml), 24 de julho (7pg/ml) e 25 de julho (17 pg/ml). Também indica o relatório que pára que Contador tivesse dado um resultado adverso por clenbuterol nuns níveis de 50 pg/ml, tinha que ter ingerido carne de bovino altamente contaminada e sacrificada contra toda a lógica pouco depois da última administração de clenbuterol.

## Possíveis causas

### Contaminação alimentar
O corredor apareceu imediatamente ante os meios e atribuiu o positivo a uma intoxicação alimentar por ingerir carne de ganhado engordado ilegalmente.

### Transfusão sanguínea
Posteriormente à sua comparecência pública, o diário francês L'Équipe informou de que também tinham sido encontrados restos plásticos em sua urina, achado que indicaria uma possível trasfusão sanguínea. O jornalista da ARD alemã Hans Joachim Seppelt também apoiou dita tese.
A 5 de outubro, o New York Times publicou, citando uma fonte anónima, um suposto novo positivo de Contador num teste anti-dopagem efectuado a 20 de julho, um dia antes que o que revelou a presença de clenbuterol. Segundo o Times, esta prova, não homologada pelas autoridades internacionais, arrojou como resultado uma presença anormalmente elevada de um tipo de plastificante que se usa nas carteiras de plasma sanguíneo, o que reforçaria a hipótese da autotransfusão. Na mesma linha, a publicação belga Fumaça publicou uma reportagem no que citava a uma fonte procedente da própria equipa Astana. Segundo dito artigo, Contador teria levado a cabo depois da Dauphiné Libéré de 2010 um tratamento de emagrecimento com clenbuterol que deixou em seu sangue vestígios da droga. Posteriormente, durante o Tour, uma pequena quantidade desse sangue contaminado ter-le-ia sido transfundida de novo.
A 14 de outubro, o director da Agência Mundial Antidopaje, Oliver Rabin, apontava que os restos plásticos na urina não permitiam "estar seguro ao 100% que fosse uma transfusão, há outras explicações possíveis". A 19 de outubro, Christian Prudhomme, director do Tour de France, assinalou a necessidade de esperar as conclusões das investigações de UCI e AMA, afirmando que o pinteño é "suspeito, mas não culpado".

### Actovegin
Também se publicou que o dopagem se pôde produzir por uma substância chamada Actovegin (coloquialmente chamada Gás Autocarro). Trata-se de um produto que se extrai da vejiga das terneras e na que poderiam aparecer vestígios se o animal tivesse sido alimentada com clenbuterol, ainda que dificilmente na carne. O exciclista Jesús Manzano denunciou a utilização deste produto e posteriormente se descobriu que o utilizaram mais desportistas que nunca têm dado positivo.

## Proposta de sanção e absolvição temporária

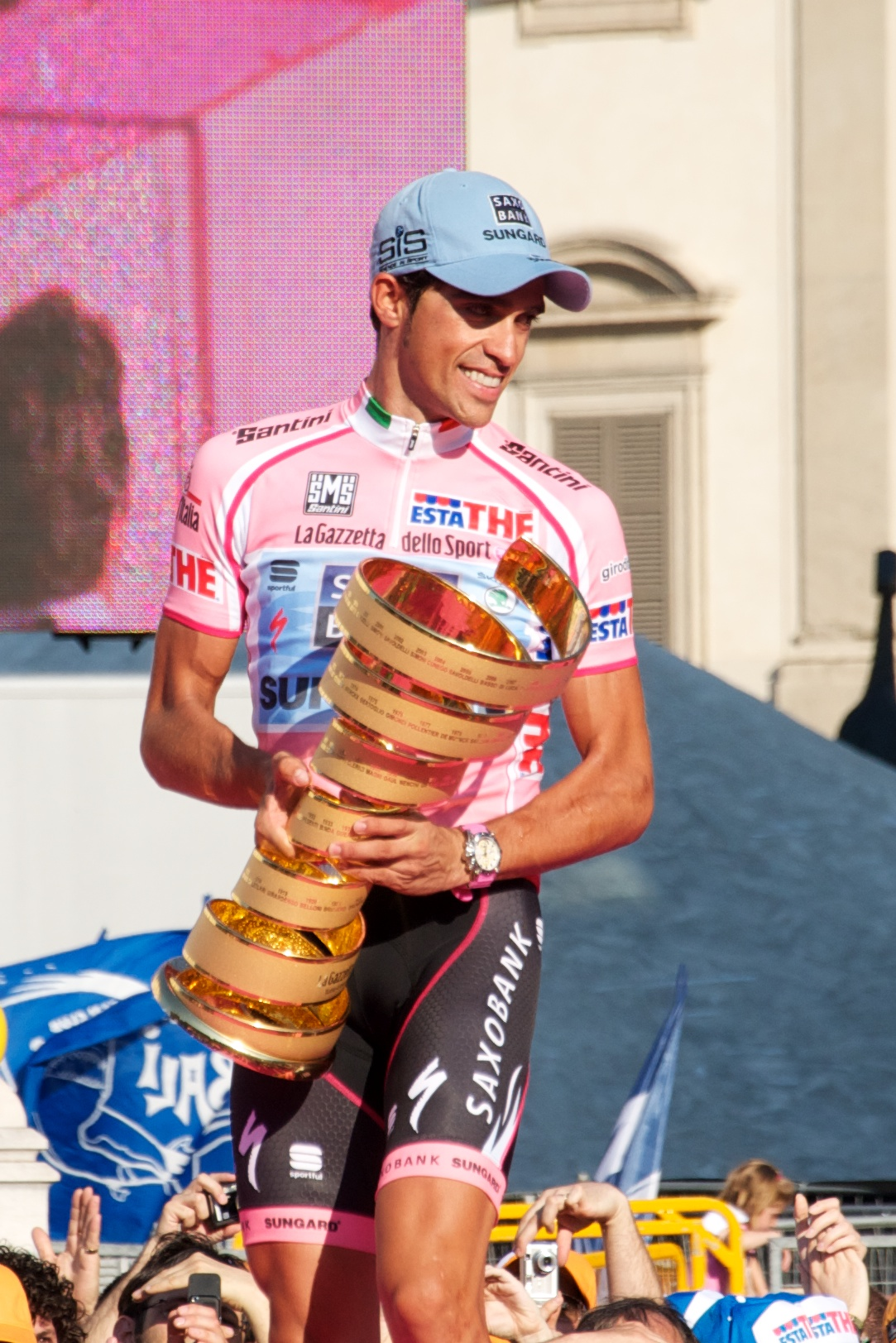
Alberto Contador no Giro d'Italia de 2011 que ganhou durante a sua absolvição temporária

a 26 de janeiro de 2011, a Federação Espanhola de Ciclismo comunicou ao ciclista uma proposta de sanção por um período de um ano. Depois desta proposta, Contador apresentou suas alegações ao Comitê de Competição, órgão competente para sancionar. Depois de receber as alegações, o Comité absolveu ao corredor a 15 de fevereiro, acolhendo ao artigo 296 do regulamento antidopagem da União Ciclista Internacional (UCI), que fixa a absolvição quando existe falta de culpa ou negligência, determinando que Contador não ingeriu voluntariamente a substância proibida. Portanto restabeleceu-se-lhe a licença federativa depois de uns meses sem ela (sancionado temporariamente). A UCI e a AMA dispunham de um mês de prazo para recorrer dita sentença ao tribunal de arbitragem superior (TAS). Enquanto Alberto Contador pôde disputar qualquer prova do calendário ciclista, começando pela Volta ao Algarve.
Em junho de 2011 Olivier Rabin director científico da AMA assegurava que "em alguns países existe a possibilidade de que a carne esteja contaminada, algo que recolhe a literatura científica", e deixava uma porta aberta a uma mudança na norma para pôr uma ombreira a esta substância. O poder de tomar a decisão confere-se ao Comité Executivo da AMA, formado a partes iguais pelo mundo do desporto e os governos, que reunir-se-á em setembro de 2012.

## Sanção
Finalmente, depois de inumeráveis prorrogações, a 6 de fevereiro de 2012 o Tribunal de Arbitragem Desportiva (TAS) impôs-lhe uma sanção de 2 anos e lhe desposeyó do título do Tour de France ganhado em 2010 pelo positivo com clenbuterol além de todos seus resultados posteriores. Não podendo voltar a competir até 6 de agosto de 2012, tendo em conta sanciones temporárias que reduziram sua sanção até dita data.
Na sentença de 98 folios indica-se que:

o controle positivo por clenbuterol do desportista é mais que provável que tenha sido causado pela ingestão de um suplemento alimentar contaminado, que por uma transfusão sanguínea ou por ingestão de carne contaminada".
No entanto, conclui alegando que:

Não se contribuiu nenhuma evidência de que o desportista não actuasse com culpa ou com negligencia.

### Consequências
Aparte das modificações nas classificações nas que Alberto participou durante esse período, a UCI anunciou que estudaria a desclassificação do Team Saxo Bank como equipa de categoria UCI ProTour já que Alberto reunia o 68% dos pontos com que a equipa conseguiu estar em dita categoria. Mas a comissão de licenças recusou essa possibilidade em abril por considerar que as circunstâncias especiais do caso não justificavam o retiro da licença.
Por sua vez o TAS comunicou que pronunciar-se-ia posteriormente, e numa decisão por separado, com respeito aos 2.485.000 euros de multa solicitados pela UCI, ainda que finalmente em dezembro de 2012, o corredor e o organismo chegaram a um "acordo amistoso" para o pagamento da multa, terminando oficialmente a arbitragem do TAS no caso.

### Palmarés anulado
| - 2010 - Tour de France - 2011 - Volta a Múrcia, mais 2 etapas - Volta à Catalunha, mais 1 etapa - 1 etapa da Volta a Castela e Leão | - Giro d'Italia , mais 2 etapas e classificação por pontos - 3.º no Campeonato da Espanha Contrarrelógio - 2.º no Campeonato da Espanha em Estrada - 2012 - 2 etapas do Tour de San Luis |